# Arroyo Colla
Der Arroyo Colla ist ein auf dem Gebiet des Departamento Colonia im Süden Uruguays gelegener Fluss.
Er entspringt in der Cuchilla Grande Inferior westlich von Florencio Sánchez auf ungefähr 180 Höhenmetern. Von dort verläuft er in südliche Richtung. Kurz vor seiner Mündung trifft er auf den nördlichen Teil der Stadt Rosario, in deren Osten er sodann nach ca. 23 km langem Verlauf als rechtsseitiger Nebenfluss in den Río Rosario mündet.